# SkyTran
SkyTran ist ein Personal-Rapid-Transit-System von der gleichnamigen Firma, früher Unimodal Systems. Die Idee wurde erstmals 1990 von Douglas Malewicki vorgestellt und basiert auf magnetischer Levitation. Haltestellen sollen an Parallelspuren liegen, sodass andere Fahrzeuge nicht heruntergebremst werden müssen. Den Spurwechsel sollen die Fahrzeuge selbst bewerkstelligen, ohne streckenseitige Mechanik.

## Beschreibung
Nach einer Kooperationsvereinbarung mit der NASA im Februar 2009 hätte diese auf einer im NASA Research Park (NRP) in Kalifornien zu errichtenden SkyTran-Teststrecke eine Software zur dynamischen Steuerung testen können. 2017 wurde über eine Teststrecke am Kennedy Space Center in Florida verhandelt. 2021 entstand schließlich eine Teststrecke in San Antonio/Texas.
In Israel wurde zusammen mit Israel Aerospace Industries eine Teststrecke auf deren Gelände am Ben-Gurion-Flughafen 2014 geplant und 2018 erstmals in Betrieb genommen; zwei Pilotprojekte sind seit 2018 und 2019 in Netanya (600 m) bzw. Eilat (30 km) in Planung. Teststrecken entstehen auch in Mexiko und Texas.
Im Jahr 2018 wurde bekannt, dass der indische Mischkonzern Reliance Industries über seine Tochtergesellschaft Reliance Strategic Business Ventures Limited einen Anteil von 12,7 % an SkyTran erworben hat. Als Teil der Vereinbarung würde Reliance Kommunikationsgeräte liefern und ein Prototyp in Indien gebaut werden.
Im Juni 2019 wurde zwischen skyTran und der Roads and Transport Authority (RTA) von Dubai in den Vereinigten Arabischen Emiraten ein Memorandum of Understanding unterzeichnet, um ein schwebendes Transitsystem Sky Pod zu entwickeln. Im Februar 2021 erhöhte Reliance Industries für 26,76 Mio. US-$ seinen Anteil am Unternehmen von 26,3 % auf 54,46 %. Im Oktober 2022 erhöhte Reliance Industries für 15 Mio. US-$ seinen Anteil am Unternehmen auf 62,83 %.